# Sammansvärjningen (1971)
Sammansvärjningen är en brittisk film från 1971 baserad på en pjäs av Giles Cooper.

## Handling
En lärare upptäcker att hans företrädare blivit mördad av eleverna och fruktar att samma sak ska hända honom.

## Om filmen
Filmen är inspelad i Berkshire i England, Caernavonshire i Wales och Reading Blue Coat School i Sonning, Berkshire. Den hade svensk premiär den 18 november 1971 och är tillåten från 11 år.

## Rollista (urval)
- David Hemmings - John Ebony
- Michael Kitchen - Bungabine